# Ariel (La tempesta)

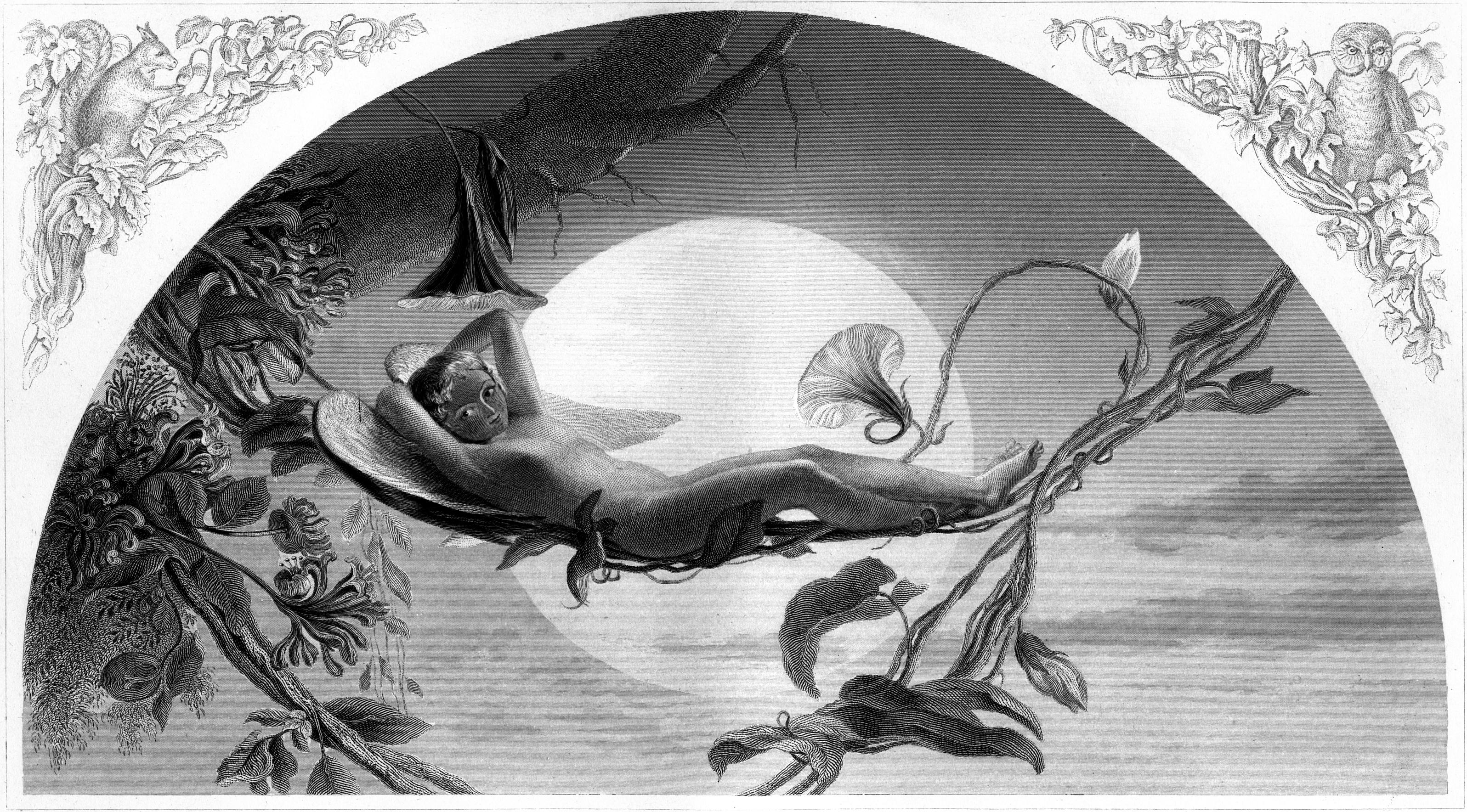

Ariel, spirito dell'aria, è uno dei personaggi della commedia La tempesta di William Shakespeare.

## Ruolo
Ariel appare nella seconda scena del primo atto. Comunica al mago Prospero, suo padrone, di aver causato con successo il naufragio della nave del Re di Napoli. Aggiunge che nessuno è rimasto ferito, e che tutti sono approdati all'isola, divisi in piccoli gruppi.
Davanti all'approvazione di Prospero, Ariel tenta di riottenere la propria libertà. Il mago gli ricorda il suo obbligo di servirlo, in cambio della liberazione dall'albero nel quale era stato imprigionato dalla strega Sycorax. Aggiunge però che, se tutto andrà secondo i piani, e se Ariel lo servirà fedelmente, potrà essere libero entro un paio di giorni.
Per tutto il resto del dramma, Ariel tiene informato Prospero di tutto ciò che avviene nell'isola.
Nel secondo atto, Ariel appare brevemente per sventare un complotto per uccidere Alonso, re di Napoli. Il fratello, Sebastiano, tenta di ucciderlo nel sonno, ma Ariel lo sveglia.
Nel terzo atto, Ariel manda all'aria i piani del servo Calibano, che si è messo d'accordo con il cantiniere ubriacone Stefano ed il buffone Trinculo per uccidere Prospero ed impadronirsi dell'isola. In seguito appare fra tuoni e fulmini terrorizzando i responsabili del colpo di Stato che ha costretto Prospero, precedente Duca di Milano a rifugiarsi sull'isola.
Nell'ultimo atto Ariel risveglia il resto dell'equipaggio, addormentato da un incantesimo di Prospero, e rilascia i prigionieri. Grazie al suo intervento Miranda, la figlia di Prospero, e Ferdinando, figlio di Alonso, si sono innamorati. Prospero, colpito dal suo successo e ormai nuovamente padrone del suo titolo, lo libera.

## Fonti
La fonte del nome di Ariel è sconosciuta, anche se molti critici hanno sottolineato le somiglianze con l'Ariel nominato nel capitolo 29 del Libro di Isaia nella Bibbia. In questo caso il nome Ariel significherebbe "Leone di Dio".
Ariel potrebbe anche essere semplicemente un gioco di parole sul termine "aerial", aereo (agg.). 
Ariel presenta alcune similitudini con gli altri spiriti presenti nell'opera shakespeariana, ad esempio il Puck del Sogno di una notte di mezza estate, ma è unico per quello che riguarda la personalità che Shakespeare gli ha dato.

## Messa in scena
Le notazioni per la messa in scena de La Tempesta sono particolarmente precise, di modo che è possibile farsi un'idea di come dovesse essere in origine. Molte delle scene di magia hanno istruzioni chiare sul metodo per creare l'illusione, e sul ruolo di Ariel in essa. Per esempio, una battuta nel IV atto fa supporre che egli interpretasse anche la parte di Cerere, a causa della scarsità di giovani attori (i quali, nel teatro elisabettiano, interpretavano sia le parti femminili che quelle dei ragazzi).
In tutti i testi a noi giunti ci si riferisce alle sue proprietà con il termine "his", cioè "suo (di lui)". Ciò non di meno, all'epoca di Shakespeare, Ariel veniva impersonato da attori specializzati in ruoli femminili, come si evince dalla posizione che occupa nell'elenco dei personaggi del dramma. Questo fatto si spiega con la necessità di rappresentare la natura delicata, "gentile" - come lo stesso Prospero la definisce - che caratterizza il personaggio.
Dopo la Restaurazione inglese e dal XX secolo, donne e uomini si alternano in questo ruolo. Celeberrima è l'interpretazione dell'attrice Giulia Lazzarini diretta da Giorgio Strehler al Piccolo Teatro di Milano nella stagione 1977/1978 (e nelle successive riedizioni).

## Critiche
Ariel è anche stato coinvolto nel dibattito sulla natura "colonialista" del dramma. Alcuni studiosi hanno infatti cercato di determinare come egli si rapporti con il ribelle Calibano e con il padrone europeo Prospero.